# Vyšné Ladičkovce
Vyšné Ladičkovce – wieś (obec) na Słowacji położona w kraju preszowskim, w powiecie Humenné. Pierwsze wzmianki o miejscowości pochodzą z roku 1427.
Według danych z dnia 31 grudnia 2012, wieś zamieszkiwało 214 osób, w tym 113 kobiet i 101 mężczyzn.
W 2001 roku pod względem narodowości i przynależności etnicznej 99,22% mieszkańców stanowili Słowacy, a 0,39% Rusini.
Ze względu na wyznawaną religię struktura mieszkańców kształtowała się w 2001 roku następująco:
- Katolicy rzymscy – 96,51%
- Grekokatolicy – 1,94%
- Ewangelicy – 0,39%
- Prawosławni – 0,39%
- Ateiści – 0,39%
- Nie podano – 0,39%